# Goreme
Goreme (în bulgară Гореме) este un sat în Obștina Strumeani, Regiunea Blagoevgrad, Bulgaria.

## Demografie
Componența etnică a satului Goreme
     Bulgari (93,47%)
     Nicio identificare (6,52%)
     Altele (0%)
La recensământul din 2011, populația satului Goreme era de 92 locuitori. Din punct de vedere etnic, majoritatea locuitorilor (93,47%) erau bulgari. Pentru 6,52% din locuitori nu este cunoscută apartenența etnică.